# Shitkatapult
 (mai 2013).
Si vous disposez d'ouvrages ou d'articles de référence ou si vous connaissez des sites web de qualité traitant du thème abordé ici, merci de compléter l'article en donnant les références utiles à sa vérifiabilité et en les liant à la section « Notes et références ».
Shitkatapult (littéralement catapulte à excréments) est un label de musique électronique allemand créé par Marco Haas, plus connu sous le pseudonyme T.Raumschmiere. En 2000, il est rejoint par le musicien allemand Sascha Ring, lui-même plus connu sous le nom d'Apparat. Outre ses fondateurs, le label regroupe des artistes tels que Kero, Peter Grummich ou Judith Juillerat.
Le label possède également une division, Meteosound.

## Discographie
- Strike 01 : Various Artists The Cozmick Suckerz Volume Orange
- Strike 02 : Various Artists The Cozmick Suckerz Volume Blue
- Strike 03 : Nanospeed From Nano To Slomo
- Strike 04 : Labgenerator	Labgenerator EP
- Strike 05 : Various Artists Cozmick Suckers Volume Yellow
- Strike 06 : Herr Pitzelberger Herr Pitzelberger Gibt Sich Die Ehre
- Strike 07 : Nanospeed Kopernikus EP
- Strike 08 : King of Gnarz Stromschleifen
- Strike 09 : Static Lounge Stauraum EP
- Strike 10 : Various Artists The Cozmick Suckers Volume Silver
- Strike 11 : Rechenzentrum Landschaft Nach Der Schlacht
- Strike 12 : Herr Pitzelberger Herr Pitzelberger Dreht Auf
- Strike 13 : Nanospeed Membran Tracks 1-4
- Strike 14 : Herr Pitzelberger Mischt Sich Unters Volk EP
- Strike 15 : Rechenzentrum Heimkehr
- Strike 16 : T.Raumschmiere Zartbitter EP
- Strike 17 : Magnum 38 Revolver Tracks
- Strike 18 : Nanospeed Membran Tracks 5-8
- Strike 19 : Fenin Container
- Strike 20 : Apparat Multifunktionsebene
- Strike 21 : Kero CFC Windsor / Detroit
- Strike 22 : Sami Koivikko Kut Pulatin Pt. 1
- Strike 23 : Boxtype Goiter EP
- Strike 24 : Sami Koivikko Kut Pulatin Pt. 2
- Strike 25 : Phon.O Bockflinten EP
- Strike 26 : Apparat Tttrial And Eror
- Strike 27 : Lee Anderson Rumpsteak EP
- Strike 28 : Sami Koivikko Kut Pulatin Pt. 3
- Strike 29 : Boxtype Sparkflight
- Strike 30 : Various Artists The Cozmick Suckers Volume Black And White
- Strike 31 : Fenin Done
- Strike 32 : T.Raumschmiere The Great Rock 'n' Roll Swindle
- Strike 33 : Napoli Is Not Nepal Revolv_er
- Strike 34 : Anders Ilar Replik
- Strike 35 : Phon.O Mokkastübchen EP
- Strike 36 : Das Bierbeben Wir Sind
- Strike 37 : Anders Ilar Everdom
- Strike 38 : Håkan Lidbo Clockwise
- Strike 39 : Das Bierbeben Mach Deinen Fernseher Kaputt
- Strike 40 : Gwem And The Gwemettes Frank Sinatra / FYMW
- Strike 41 : Apparat Duplex
- Strike 42 : Anders Ilar Hydro
- Strike 43 : Sami Koivikko Salmiakki
- Strike 44 : Magnum 38 4 Fois Le Petit Mort
- Strike 45 : Apparat Duplex (Remixes)
- Strike 46 : Håkan Lidbo Clockwise EP (Remixes)
- Strike 47 : Das Bierbeben No Future No Past
- Strike 48 : Musick 01 Various Artists Musick To Play In The Club
- Strike 49 : Das Bierbeben Reproduktion / Staub
- Strike 50 DVD	 : Various Artists Shitkatapult 50 - Special Musick For Special People
- Strike 51 / Musick 02 : Various Artists Musick To Play In The Club
- Strike 52 / Musick 03 : Various Artists Musick To Play In The Club
- Strike 53 : Apparat Silizium EP
- Strike 54 : Quasimodo Jones Rock 'N' Roll Dream
- Strike 55 / Musick 04 : Various Artists Musick To Play In The Club
- Strike 56 : Quasimodo Jones Robots & Rebels
- Strike 57 : Fenin Thrill
- Strike 58 : Fenin Grounded
- Strike 59 / Musick 05 : Various Artists Musick To Play In The Club
- Strike 60 : Peter Grummich A Roboter EP
- Strike 61 : Peter Grummich Switch Off The Soap Opera
- Strike 62 / Musick 06 : Holz Mein Block
- Strike 63 : Phon.O Trick Or Treat
- Strike 64 : Phon.O Burn Down The Town
- Strike 65 : Various Artists Club Maria Berlin : Dirty Floor
- Strike 66 : Judith Juillerat Slack Time (Remixes)
- Strike 67 : Judith Juillerat Soliloquy
- Strike 68 / Musick 07 : Peter Grummich Rave D'Amour (Musick To Play In The Club 07)
- Strike 69 : Apparat Berlin, Montreal, Tel Aviv (Selected Live Recordings)
- Strike 70 / Musick 08 : Jerry Abstract Mudtsmut EP
- Strike 71 : Das Bierbeben Im Kreis
- Strike 72 / Musick 09 : Quasimodo Jones Love Commando Remixes
- Strike 73 : Das Bierbeben Alles Fällt
- Strike 74 / Musick 10 : Various Artists Musick To Play In The Club
- Strike 75 : Various Artists Shitkatapult Empfiehlt!
- Strike 76 : Das Bierbeben Alles Fällt (LoSoul Remixes)
- Strike 78 / Musick 12 : Various Artists Musick To Play In The Club
- Strike 79 : T.Raumschmiere Die Alte Leier
- Strike 80 : T.Raumschmiere Random Noize Sessions Vol. 1